# Raczyn (województwo wielkopolskie)
Raczyn – wieś w Polsce położona w województwie wielkopolskim, w powiecie chodzieskim, w gminie Szamocin.
W latach 1975–1998 miejscowość administracyjnie należała do województwa pilskiego.
We wsi znajduje się poewangelicki neogotycki kościół św. Jozefa z 1896 roku.